# ستيفي ريان
ستيفي كاثلين ريان (بالإنجليزية: Stevie Ryan) (2 يونيو 1984 - 1 يوليو 2017) شخصية يوتيوب أمريكية، ازدادت ريان شهرة مع سلسلة يوتوب ليتل لوكا، اشتهرت بمقاطع الفيديو الخاصة بها وبطولة في مسلسل ستيفي تي في.
تم العثور عليها ميتة في منزلها بسبب ما يبدو أنه انتحار شنقًا عام 2017 عن عمر يناهز 33 عامًا.

## روابط خارجية
- It Should Happen To You: The Anxieties of Youtube Fame (The New Yorker)
- ستيفي ريان على موقع IMDb (الإنجليزية)
- ستيفي ريان على موقع قاعدة بيانات الفيلم (الإنجليزية)